# 다이어리 (영화)
다이어리(妄想, Diary)는 옥사이드 팡의 2006년 공포 영화로 채탁연과 여문락, 양락시가 각각 1인 2역으로 출연한다. 한국에서는 제11회 부천판타스틱영화제에서 다이어리라는 이름으로 소개되었으며 채탁연은 이 영화제에서 여우주연상을 수상하였다.

## 줄거리
위니는 인형 만드는 것과 일기 쓰는 것을 좋아하는 외로운 여자다. 남자친구 세스에게 메일을 보내지만 그는 아무런 소식이 없다. 매일 그녀가 할 수 있는 일이라고는 시장에서 많은 양의 생선과 고기를 사서 세스가 좋아하는 요리를 만드는 것이다. 가끔 집에 찾아오는 이반은 위니의 이야기를 들어주는 유일한 친구.
어느날 위니는 우연히 거리에서 세스를 닮은 레이를 만난다. 이반은 위니에게 다른 사람과 데이트를 하는 것도 나쁘지 않다며 조언하고, 용기를 얻은 위니는 레이를 자신의 집에 초대해 함께 식사를 하면서 자신의 남자친구와 닮았다며 교통사고로 죽었다고 한다. 그리고 레이에게 함께 있어 줄 것을 부탁하고, 위니를 안타깝게 여긴 레이는 그녀와 동거를 하게 된다. 모처럼 찾아온 평화에 행복해하는 위니. 그런데 레이에게는 이상한 점이 있었으니 여자친구가 있을 것 같으면서도 오랫동안 위니의 집에 머물고, 회사에서 잘렸다고 풀죽어하면서도 위니의 집을 떠나지 않는다는 것이다.
어느 비 오는 날, 식사 도중 위니는 전 남자친구 세스를 회상하며 그가 2년 전 암으로 죽었다고 하고, 레이는 말도 안 되는 상황에 혼란스러워하며 위니와 언쟁을 한다. 위니는 세스가 죽은 날 자신이 쓴 일기를 보여주었는데 놀랍게도 거기엔 자신이 세스를 죽였다고 적혀 있었다. 일순간 위니는 이성을 잃고 레이에게 아직도 자신을 사랑하냐며 물으며 강제로 음식을 먹이려 하는데, 문득 정신을 차려보니 자신의 앞에는 밧줄에 묶인 남자가 버둥거리고 있었다. 위니의 집에 와서 식사를 하던 날, 남자는 위니가 미리 타 놓은 약에 취해 잠들었고 위니는 그런 남자를 밧줄로 묶은 채 다녔던 것이다. 또한 그녀가 상대했던 레이는 밧줄에 묶여 있는 남자 뿐만 아니라 위니 자신이 만든 허구였다. 현실을 파악하고 머리가 복잡해지는 위니. 때마침 남자에게서 여자친구가 건 듯한 전화가 오고 결국 남자는 위니에게 살해당한다.
악취가 난다는 이웃집 주민의 신고로 위니는 구속되어 조사를 받는데 횡설수설하는 위니의 모습과 압수된 일기장이 이상하다는 것을 알게 된 경찰은 정신과 의사에게 연락하고 그녀의 친구를 수소문한다. 찾아온 사람은 바로 죽었다던 남자친구 세스와 위니의 친구 이반.(여기서부터 지금까지 채탁연이 연기했던 위니의 모습은 양락시로 바뀐다) 그리고 두 사람은 부부였다. 과거에 세스는 위니와 동거를 했지만 이반에게 마음이 끌려 있었고, 그 때문에 위니는 이반과 멀어짐은 물론 세스와 크게 말다툼을 한 끝에 헤어졌던 것이었다.

## 영화정보
- 2007년 부천판타스틱영화제에서 상영되었다.
- 홍콩에서는 'IIB' 등급으로 개봉되었다.

## 출연진
- 채탁연: 양영나(梁詠娜, Winnie)/하려의
- 여문락: 류성곤(劉成坤, Seth)/위호(偉豪, Ray)
- 양락시: 하려의(何麗儀, Yvonne)/양영나

## 제작진
- 감독: 옥사이드 팡
- 제작: 옥사이드 팡, 대니 팡

## 수상정보
- 2007년 부천판타스틱영화제 여우 주연상 수상(채탁연)